# Odense Tekniske Skole
Odense Tekniske Skole har siden 1844 udbudt uddannelser og kurser. I dag omfatter udbuddet 35 forskellige erhvervsuddannelser, et teknisk gymnasium, fem videregående uddannelser – hvoraf de tre også udbydes på engelsk, og en lang række kurser og tilbud om efteruddannelse.
Omkring 4.000 årselever bliver det til i alt på de seks centrale adresser i Odense, hvor der undervises. 618 medarbejdere står for skolens undervisning, drift og ledelse, på seks forskellige adresser. 
Odense Tekniske Skole er blandt danmarks største tekniske skoler med en årlig omsætning på ca. 412 millioner kr. (2005).
Skolens afdeling i Munke Mose Alle er opført
i 1899, og er skolens ældste. I dag rammen
for ErhvervsAkademiet, biblioteket, direktion
og International afdeling.
Odense Tekniske Skole fusionerede i 2008 med Vejle Tekniske Skole, i forbindelse med fusionen ændres også navnet, og skolen kom til at hedde Syddansk Erhvervsskole.